# Waitzia
Waitzia é um género botânico pertencente à família Asteraceae.